# Hidrofluorolefina

Estrutura química da Hidrofluorolefina.

Hidrofluorolefinas (HFOs) são compostos orgânicos insaturados, compostos de hidrogénio, flúor e carbono. Essas formações organofluorinas possuem uma grande participação em refrigerantes. Ao contrário dos outros hidrofluorocarbonos (HFCs) e clorofluorcarbonos (CFCs), que são saturados, HFOs são olefinas, também conhecidos como alcenos.
Os Hidrofluorolefine (HFOs) estão sendo desenvolvidos como a quarta geração de refrigerante, com 0,1% do potencial de aquecimento global. 
Os outros compostos que estão atualmente em uso são: tetrafluoropropeno (HFO-1234yf) e 1,3,3,3-tetrafluoropropeno (HFO-1234ze).  Está também em desenvolvimento o trifluoropropeno (HFO-1233zd). 